# Blokdiagonale matrix
Een blokdiagonale matrix is een vierkante blokmatrix met vierkante blokken op de hoofddiagonaal en elk ander blok gelijk aan de nulmatrix. Een blokdiagonale matrix A heeft de vorm
{\displaystyle A={\begin{bmatrix}A_{11}&0&\cdots &0\\0&A_{22}&\cdots &0\\\vdots &\vdots &\ddots &\vdots \\0&0&\cdots &A_{nn}\end{bmatrix}}}
waarin Akk een vierkante matrix is.

## Eigenschappen
Voor de determinant en het spoor gelden de volgende eigenschappen:
{\displaystyle {\rm {det}}A={\rm {det}}A_{11}\cdot \dots \cdot {\rm {det}}A_{nn}}
en
{\displaystyle {\rm {spoor}}A={\rm {spoor}}A_{11}+\dots +{\rm {spoor}}A_{nn}}
De inverse van een blokdiagonale matrix is gelijk aan de blokdiagonale matrix van de inverse individuele blokmatrices, oftewel
{\displaystyle {\begin{pmatrix}\mathbf {A} _{1}&0&\cdots &0\\0&\mathbf {A} _{2}&\cdots &0\\\vdots &\vdots &\ddots &\vdots \\0&0&\cdots &\mathbf {A} _{n}\end{pmatrix}}^{-1}={\begin{pmatrix}\mathbf {A} _{1}^{-1}&0&\cdots &0\\0&\mathbf {A} _{2}^{-1}&\cdots &0\\\vdots &\vdots &\ddots &\vdots \\0&0&\cdots &\mathbf {A} _{n}^{-1}\end{pmatrix}}}
Indien de determinant van een blokdiagonale matrix gelijk is aan nul, zijn de individuele determinanten ook gelijk aan nul.